# Верхнерусский сельсовет
Верхнерусский сельсовет — упразднённое сельское поселение в Шпаковском районе Ставропольского края России.
Административный центр — село Верхнерусское.

## Символика
Эмблема сельсовета утверждена 19 июля 1999 года. В зелёном поле щита изображён золотой почтовый рожок, сопровождаемых тремя серебряными звёздами, в нижней части — почтовая тройка. История села Верхнерусского связана с почтовой станцией, известной с XVIII века, что и иллюстрируют рожок и почтовая карета, запряжёная тройкой лошадей. Три звезды символизируют три населённых пункта в составе муниципального образования: село Верхнерусское, хутора Вязники и Нижнерусский.

## История
Статус и границы сельского поселения установлены Законом Ставропольского края от 4 октября 2004 г. № 88-кз «О наделении муниципальных образований Ставропольского края статусом городского, сельского поселения, городского округа, муниципального района».
С 16 марта 2020 года, в соответствии с Законом Ставропольского края от 31 января 2020 г. № 16-кз, все муниципальные образования Шпаковского муниципального района были преобразованы путём их объединения в единое муниципальное образование Шпаковский муниципальный округ.

## Население
| 1989  | 2002  | 2010  | 2011  | 2012  | 2013  | 2014  | 2015  | 2016  |
| ----- | ----- | ----- | ----- | ----- | ----- | ----- | ----- | ----- |
| 3822  | ↗5404 | ↗6379 | ↗6383 | ↗6418 | ↗6449 | ↗6536 | ↗6605 | ↗6638 |
| 2017  | 2018  | 2019  | 2020  |       |       |       |       |       |
| ↗6677 | ↗6710 | ↗6739 | ↗6756 |       |       |       |       |       |

### Национальный состав
По итогам переписи населения 2010 года проживали следующие национальности (национальности менее 1 %, см. в сноске к строке "Другие"):
| Национальность | Численность | Процент |
| -------------- | ----------- | ------- |
| Русские        | 5438        | 85,25   |
| Армяне         | 390         | 6,11    |
| Цыгане         | 242         | 3,79    |
| Другие         | 309         | 4,84    |
| Итого          | 6379        | 100,00  |

## Состав сельского поселения
В состав территории муниципального образования входят 3 населённых пункта:
| № | Населённый пункт | Тип населённого пункта       | Население |
| - | ---------------- | ---------------------------- | --------- |
| 1 | Верхнерусское    | село, административный центр | ↗5683     |
| 2 | Вязники          | хутор                        | ↗500      |
| 3 | Нижнерусский     | хутор                        | ↗700      |

## Ссылка
- Верхнерусский сельсовет : [арх. 13.09.2017] // Официальный портал администрации Шпаковского муниципального района Ставропольского края.